# Котцум
Ко́тцум (нем. Kotzum), также мы́за Ко́дасоо (эст. Kodasoo mõis) — рыцарская мыза на севере Эстонии в волости Куусалу уезда Харьюмаа. 
Согласно историческому административному делению, относилась к приходу Куусалу.

## История мызы
Первое упоминание о мызе Котцум относится к 1485 году. В 1749 году мызу приобрёл Адам Иоганн Тизенгаузен. Начиная с 1769 года, мыза во владении семьи Гольштейн. 
На военно-топографических картах Российской империи (1846–1863 годы), в состав которой входила Эстляндская губерния, мыза обозначена как мз. Котцумъ.
С 1857 года до национализации в 1919 году мыза принадлежала Ребиндерам, последним из которых был Александр Ребиндер.

## Мызный комплекс
В 1770-х годах было возведено большей частью одноэтажное, с выдающимися крыльями, главное здание в стиле раннего классицизма. Углы здания рифлёные и поверхность стены украшена лопатками. Центральную часть как фасадной, так и задней стороны здания украшает пристройка с треугольным фронтоном шириной в три окна.
До нас дошло построенное в начале XVIII века старое архаичное здание, которое позже использовалось как дом управляющего мызой.
Возведено было также множество усадебных зданий. Напротив главного здания были построены сарай, а также конюшня и каретный сарай. Хозяйственные постройки были в основном расположены на северо-востоке от главного здания. В настоящее время мыза находится в частном владении.
Главное здание, парк и 8 хозяйственных построек мызы внесены в Государственный регистр памятников культуры Эстонии. По состоянию на 18.10.2018 главное здание находилось в запущенном (неухоженном) состоянии.

## Галерея

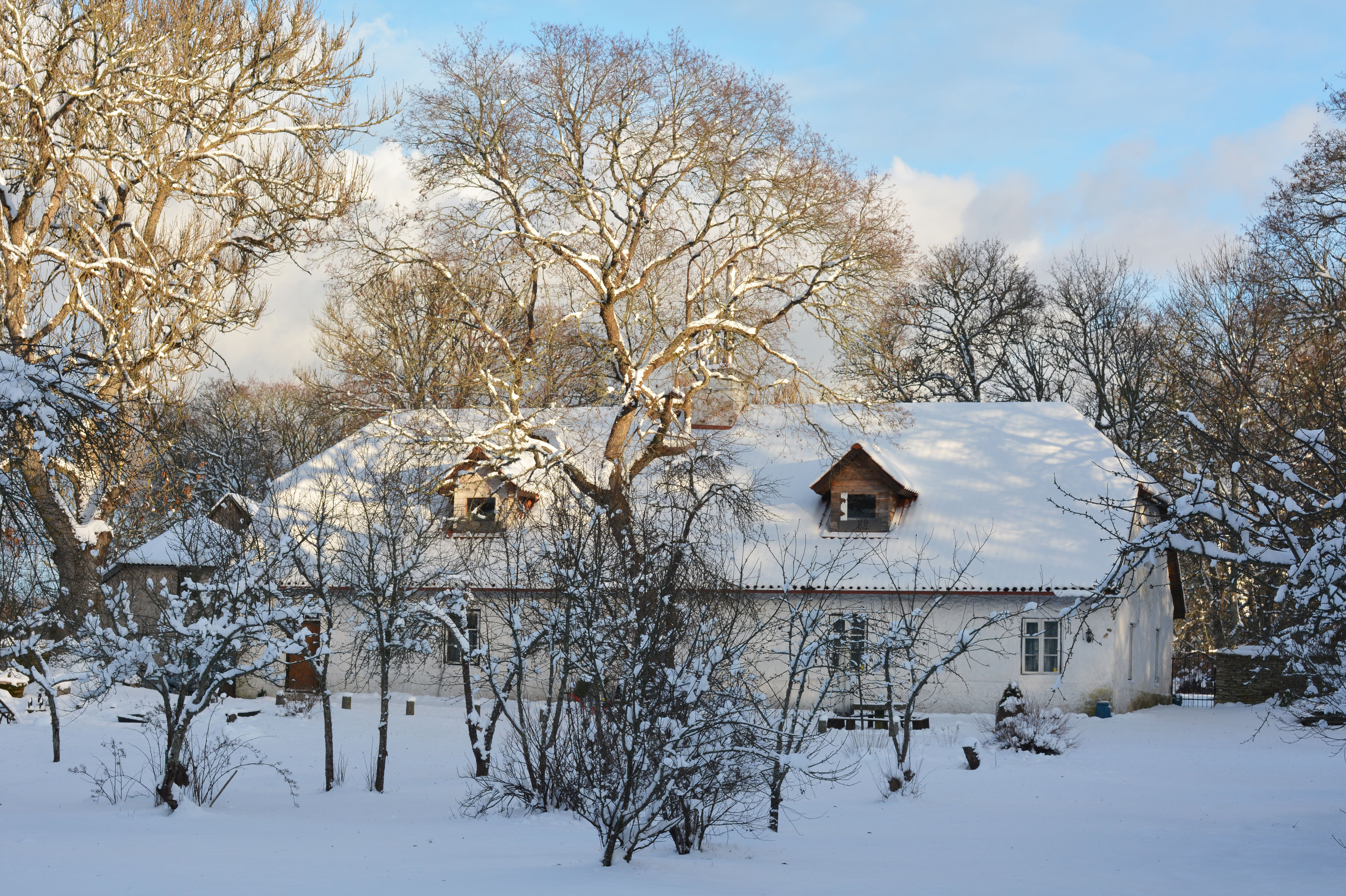
Дом управляющего
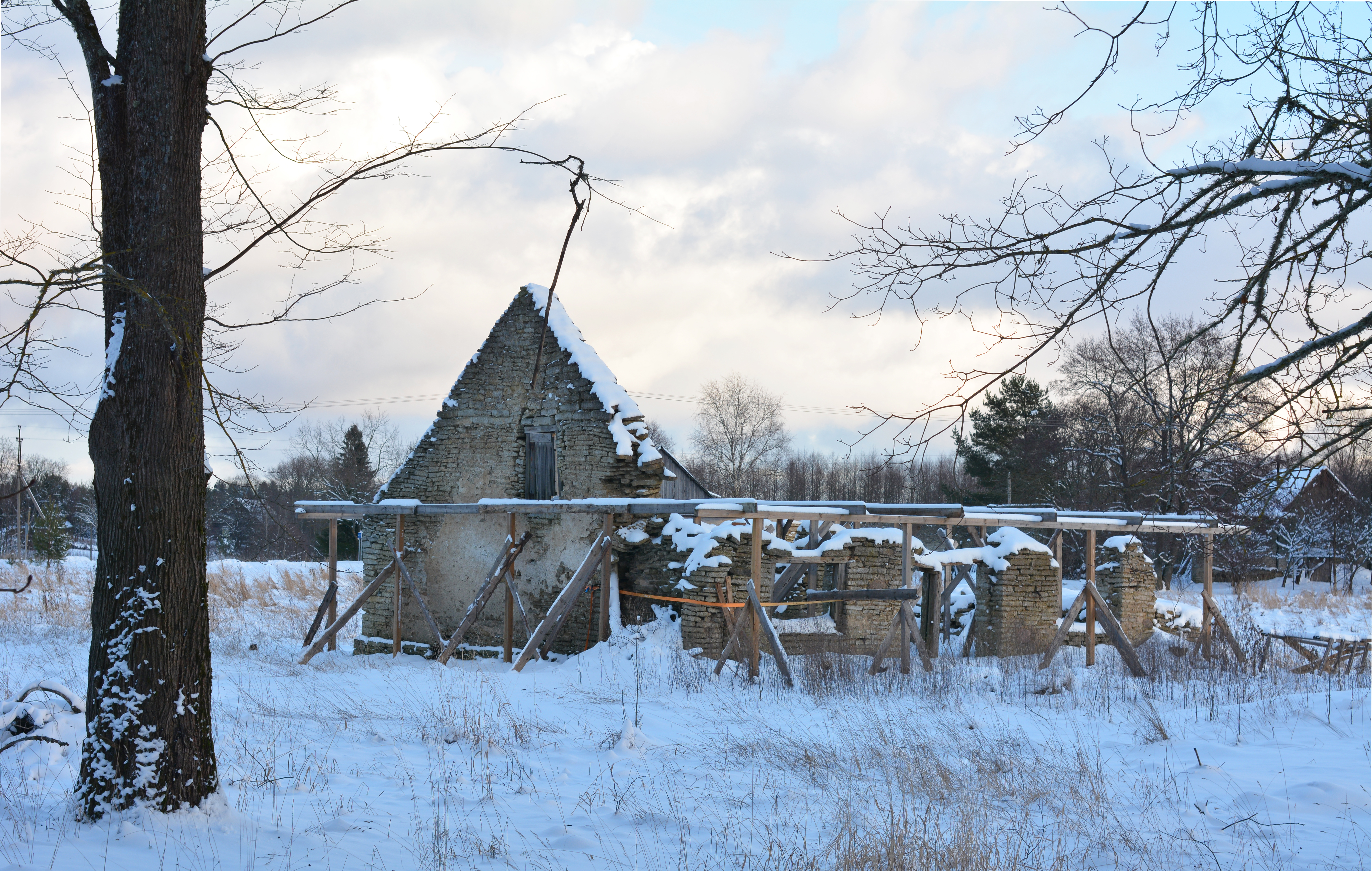
Кузница
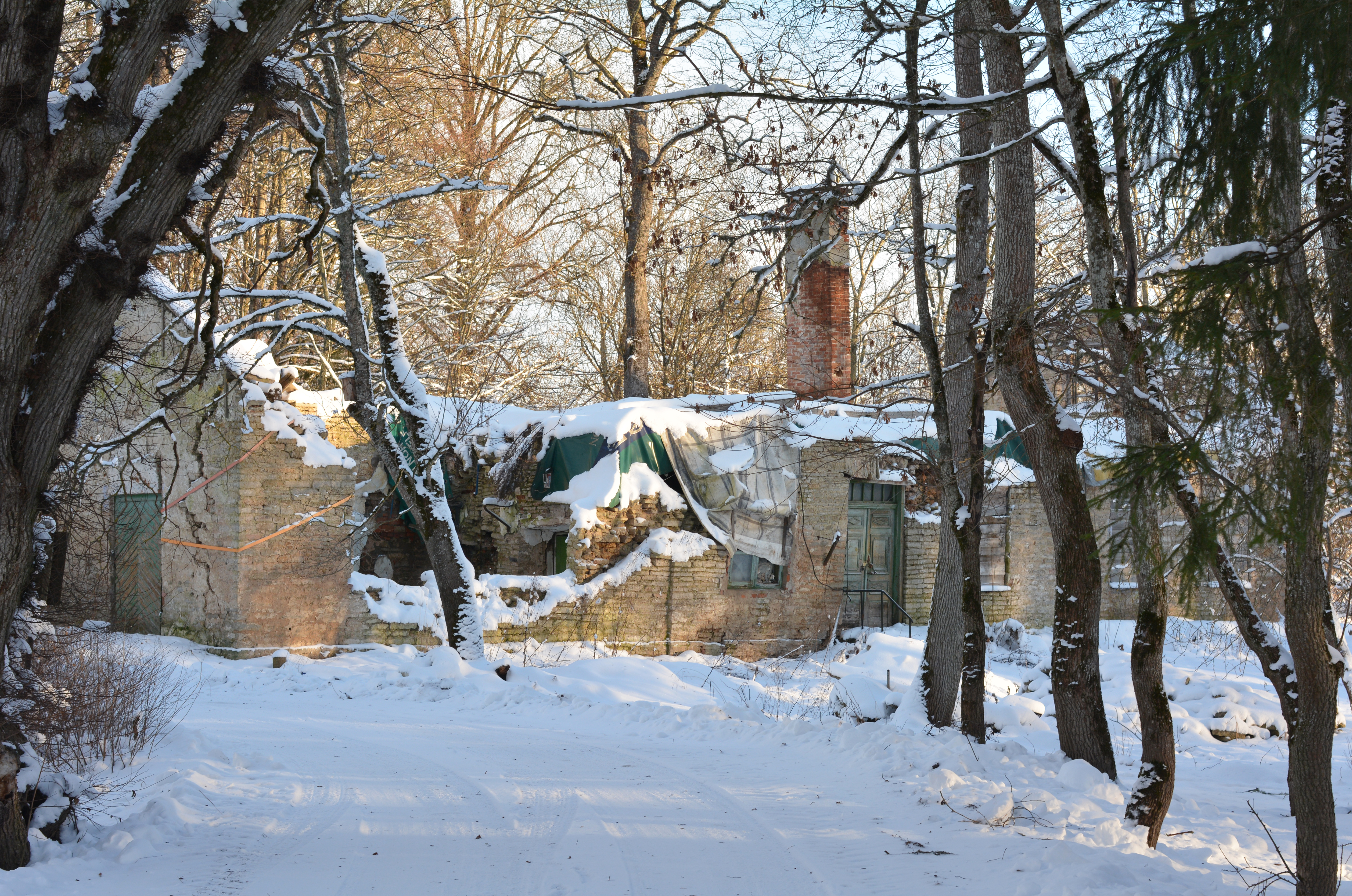
Дом для служащих
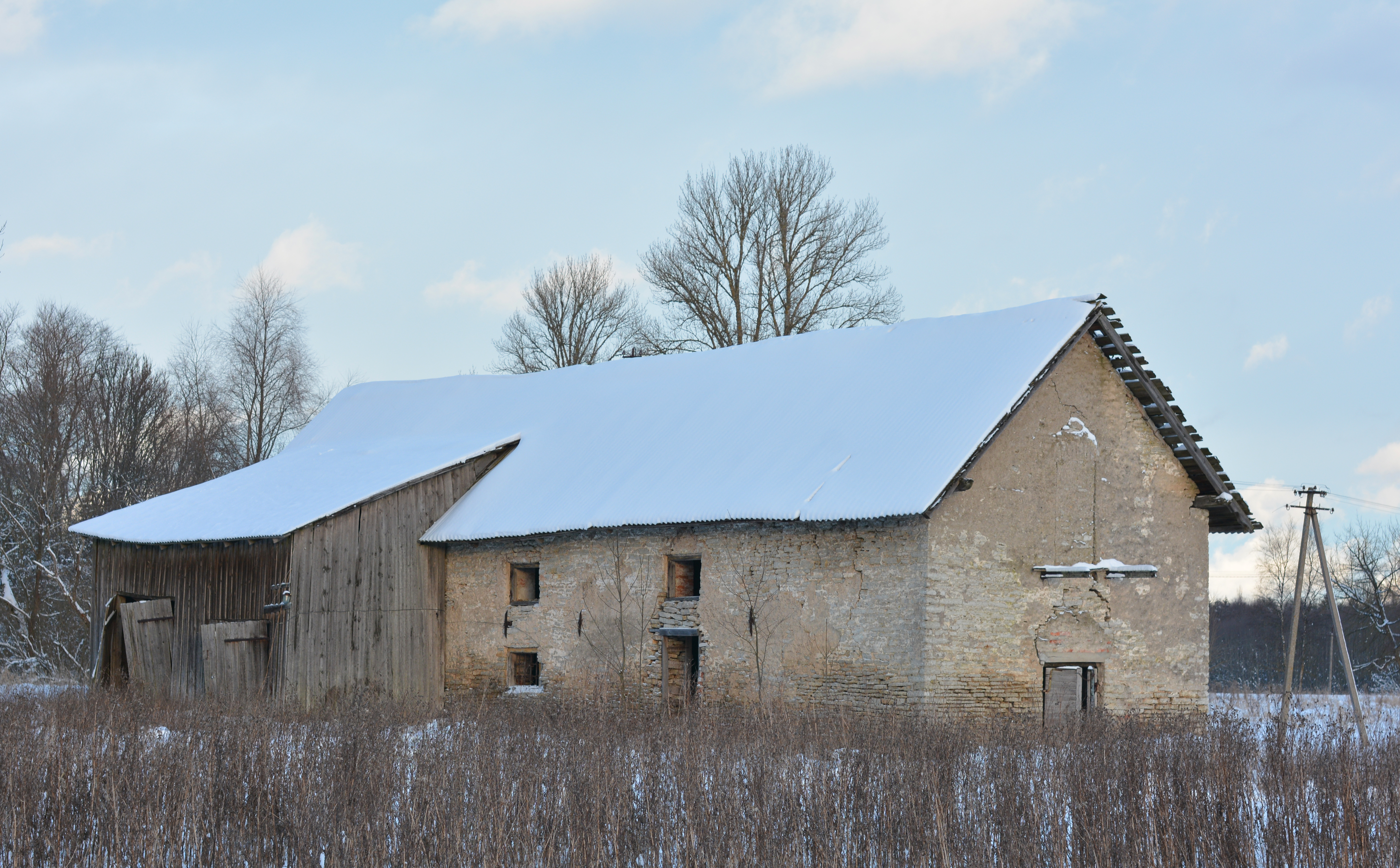
Сушилка
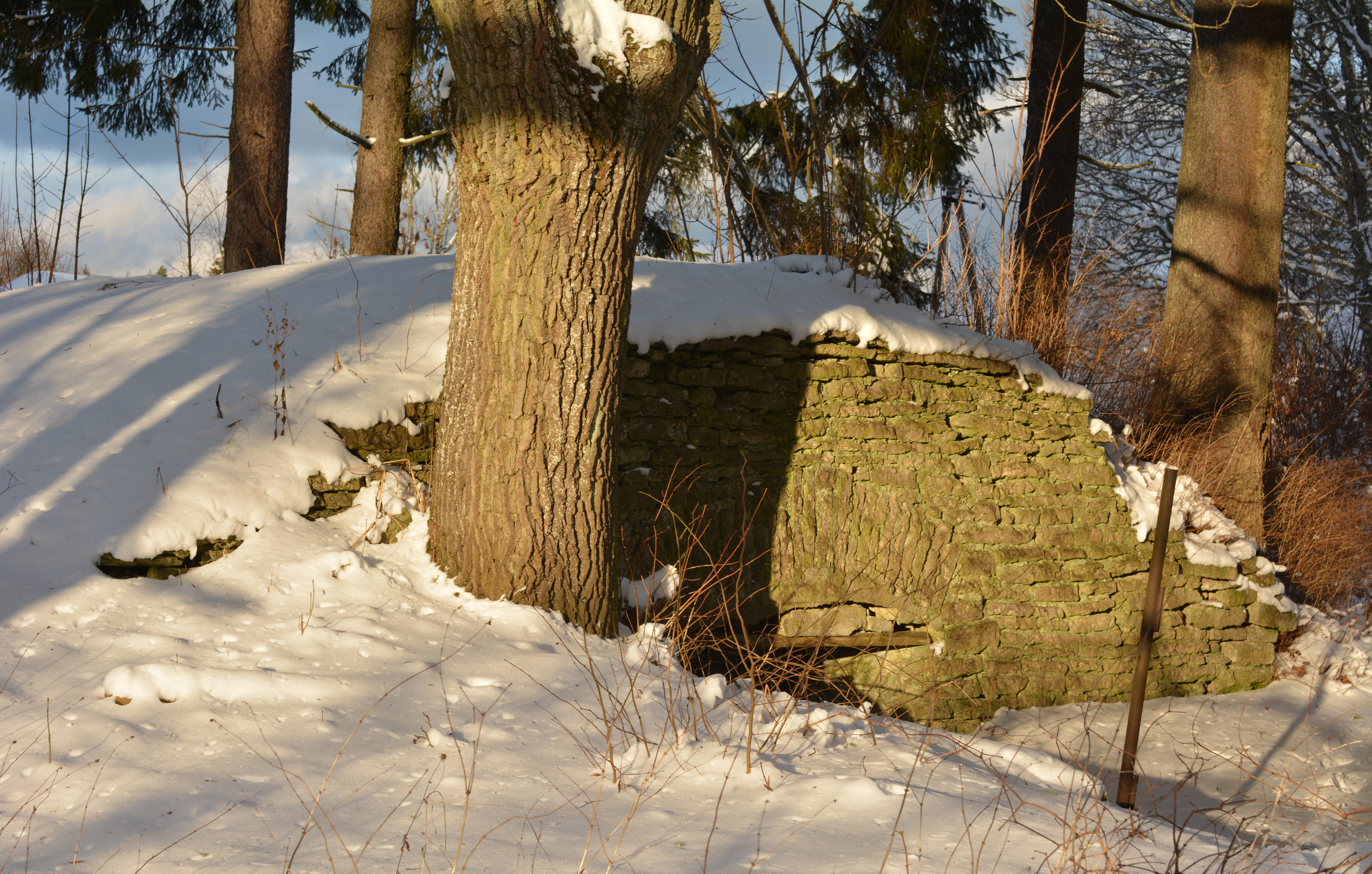
Погреб